# HK Triglav
Le HK Triglav (Hokejski Klub Triglav Kranj) est un club de hockey sur glace de Kranj en Slovénie. Il évolue dans le Championnat de Slovénie de hockey sur glace.

## Historique

Ancien logo du HK Triglav.

Le club est créé en ?.

## Palmarès
- Aucun titre.

## Effectif 2008-2009

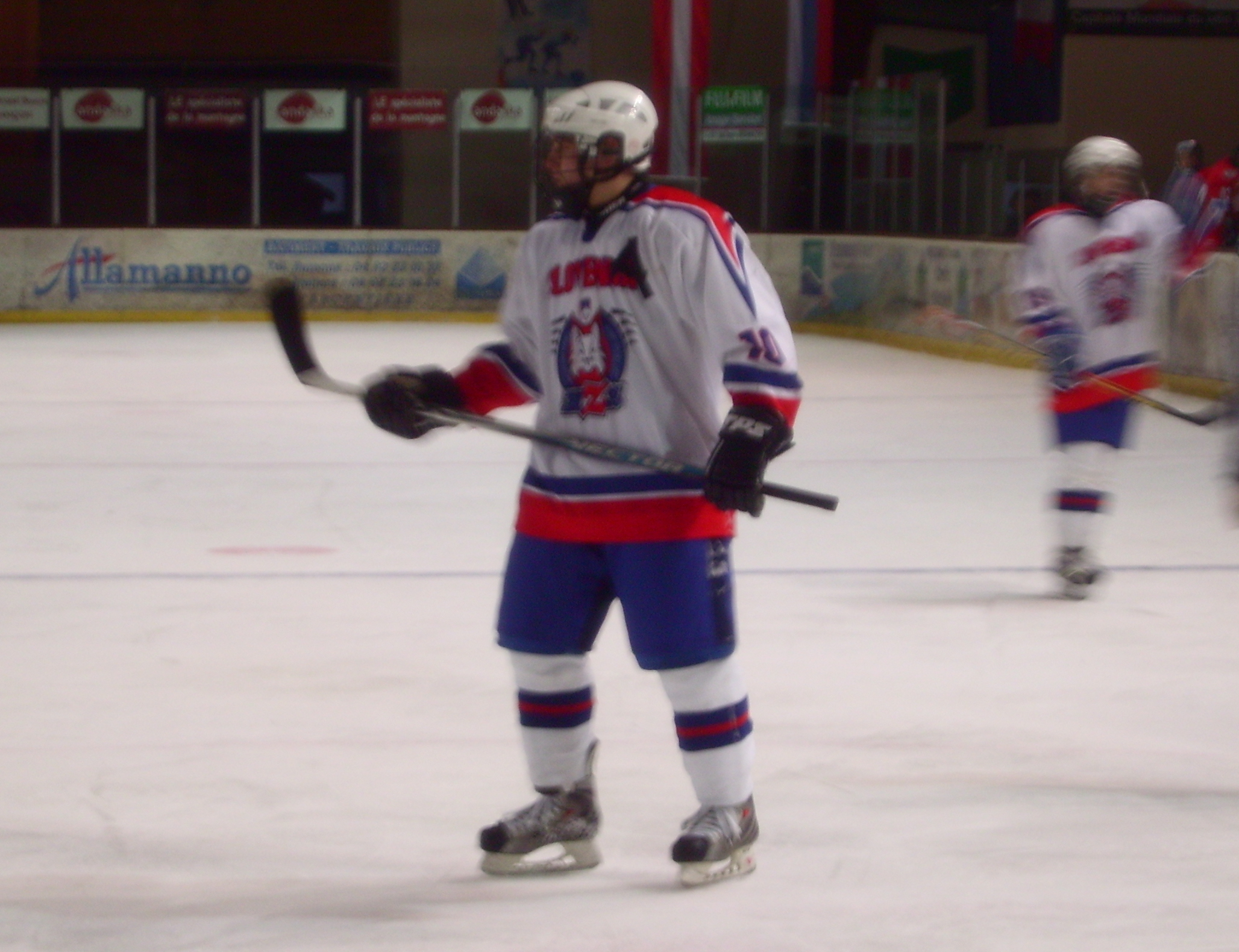
Anže Kuralt avec la Slovénie 18 ans en 2009

| Gardiens                                              | Défenseurs | Attaquants |
| ----------------------------------------------------- | --- | --- |
| - 31. Anže Ulčar - 39. Aleš Trobec - 20. Jernej Čerin | - 22. Metod Bevk - 23. Janus Pavlič - 77. Aljoša Medja - 37. Domen Jemec - 8. Rok Markovič - 24. Miha Ahačič - 4. Aleš Kunčič - 25. David Mlinarec | - 1. Timotej Jurajevčič - 6. Žiga Slavec - 7. Gabrijel Kalan - 9. Nejc Japelj - 10. Anže Krivec - 12. Anže Markovič - 13. Anže Kuralt - 14. Jure Košnik - 71. Miha Bremec - 63. Anže Gogala - 13. Jure Kozjek - 33. Jaka Pintar - --. Strniša Lenart - 31. Oskar Grah - --. Grega Hegediš - --. Bine Šink - 16. Milan Hafner - 38. Anže Ahačič |